# Claude-Louis Besson
Pour les articles homonymes, voir Besson.
Claude-Louis Besson (27 août 1752, Seyssel - 20 septembre 1815, Paris), est un homme politique français.

## Biographie
Frère de Mgr Jacques-François Besson, il est caissier général aux États de Bourgogne, puis administrateur des Messageries. 
Le 7 mars 1807, le Sénat conservateur l'admet au nombre des députés au Corps législatif. Il y siège jusqu'en 1811, comme représentant du département de l'Ain.
Il est le père de Louis-Édouard Besson.

## Sources
- « Claude-Louis Besson », dans Adolphe Robert et Gaston Cougny, Dictionnaire des parlementaires français, Edgar Bourloton, 1889-1891 [détail de l’édition]